# U-857
| U-857                      | U-857                                                                      | U-857                                                                      |
| -------------------------- | -------------------------------------------------------------------------- | -------------------------------------------------------------------------- |
|                            |                                                                            |                                                                            |
|                            |                                                                            |                                                                            |
|                            |                                                                            |                                                                            |
| Під прапором               | Третій рейх                                                                | Третій рейх                                                                |
| Спуск на воду              | 25 травня 1943 року                                                        | 25 травня 1943 року                                                        |
| Виведений зі складу флоту  | 30 квітня 1945 року                                                        | 30 квітня 1945 року                                                        |
| Сучасний статус            | зник безвісті                                                              | зник безвісті                                                              |
| Проєкт                     |                                                                            |                                                                            |
| Тип ПЧ                     | Дизельний підводний човен                                                  | Дизельний підводний човен                                                  |
| Основні характеристики     |                                                                            |                                                                            |
| Швидкість (надводна)       | 19 вузлів                                                                  | 19 вузлів                                                                  |
| Швидкість (підводна)       | 7,3 вузлів                                                                 | 7,3 вузлів                                                                 |
| Гранична глибина занурення | 230 м                                                                      | 230 м                                                                      |
| Екіпаж                     | 59 осіб                                                                    | 59 осіб                                                                    |
| Розміри                    |                                                                            |                                                                            |
| Довжина найбільша (по КВЛ) | 76,8 м                                                                     | 76,8 м                                                                     |
| Ширина корпусу найб.       | 6,9 м                                                                      | 6,9 м                                                                      |
| Висота                     | 9,6м                                                                       | 9,6м                                                                       |
| Середня осадка (по КВЛ)    | 4,7 м                                                                      | 4,7 м                                                                      |
| Водотоннажність надводна   | 1144 т                                                                     | 1144 т                                                                     |
| Озброєння                  |                                                                            |                                                                            |
| Артилерія                  | 1 × 88-мм палубна гармата SK C/32                                          | 1 × 88-мм палубна гармата SK C/32                                          |
| Торпедно- мінне озброєння  | 4 носових і два кормових ТА. 22 торпеди або 44 міни TMA чи 66 TMB          | 4 носових і два кормових ТА. 22 торпеди або 44 міни TMA чи 66 TMB          |
| ППО                        | 1 × 37-мм зенітна гармата SKC/30 2 (1 × 2) × 20-мм зенітні гармати FlaK 30 | 1 × 37-мм зенітна гармата SKC/30 2 (1 × 2) × 20-мм зенітні гармати FlaK 30 |

U-857 — німецький підводний човен типу IXC/40, часів Другої світової війни.
Замовлення на будівництво човна було віддане 5 червня 1941 року. Човен був закладений на верфі «AG Weser» у Бремені 16 листопада 1942 року під заводським номером 1063, спущений на воду 25 травня 1943 року, 16 вересня 1943 року увійшов до складу 4-ї флотилії. Також за час служби входив до складу 10-ї та 33-ї флотилій. Єдиним командиром човна був капітан-лейтенант Рудольф Премауер.
За час служби човен зробив 3 бойових походи, у яких потопив 2 (загальна водотоннажність 15 259 брт) та пошкодив 1 судно.
Зник безвісті після 30 квітня 1945 року у Північній Атлантиці біля східного узбережжя США. Всі 59 членів екіпажу вважаються загиблими.

## Потоплені та пошкоджені кораблі[3]
| Назва          | Тип                | Належність | Дата           | Тоннаж (БРТ) | Вантаж                                     | Статус     | Місце                                                       |
| Belgian Airman | суховантажне судно | Бельгія    | 25 червня 1945 | 1 300        | Сорго насипом та молочні продукти у мішках | потоплено  | 50°00′ пн. ш. 02°49′ зх. д. / 50.000° пн. ш. 2.817° зх. д.  |
| Swiftscout     | танкер             | США        | 18 квітня 1945 | 8 300        | 40 000 барелів солоної води як баласт      | потоплено  | 36°09′ пн. ш. 74°05′ зх. д. / 36.150° пн. ш. 74.083° зх. д. |
| Katy           | танкер             | Норвегія   | 23 квітня 1945 | 6 825        |                                            | пошкоджено | 35°56′ пн. ш. 74°52′ зх. д. / 35.933° пн. ш. 74.867° зх. д. |